# 어니타 로딕
어니타 루시아 로딕 여사(영어: Dame Anita Lucia Roddick, DBE, 1942년 10월 23일 ~ 2007년 9월 10일)는 영국의 기업인이자 사회운동가이다. 더바디샵의 창업자이다.

## 참고 서적
- 《영적인 비지니스》(원제 Business as Unusual), 애니타 로딕 저, 이순주 역, 김영사, 2001년, ISBN 978-89-349-0714-5